# 古荘嘉門

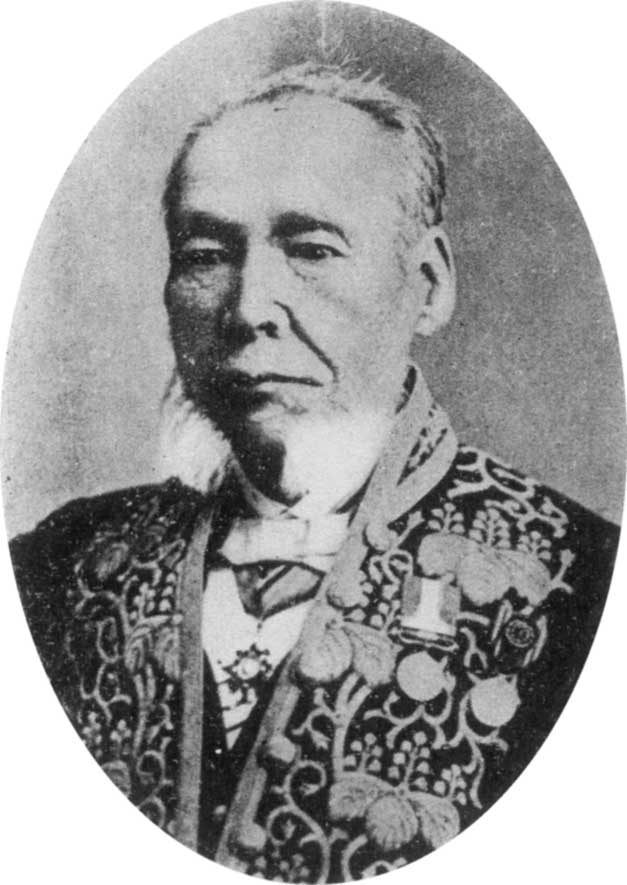
古荘嘉門

古荘 嘉門（ふるしょう かもん、1840年12月25日〈天保11年12月2日〉 - 1915年〈大正4年〉5月11日）は、幕末の熊本藩士、明治から大正期の内務官僚・政治家。群馬県知事（官選第6代・第8代）、三重県知事（官選第11代）、衆議院議員（5期）、貴族院勅選議員。幼名・鶴喜。

## 経歴
熊本藩侍医・佐伯家の長男として生まれる。木下犀潭の木下塾で学び、同門の井上毅とは井上の死まで深い交友があった。藩命で同門の竹添進一郎とともに奥羽へ偵察に向かった。古荘は佐幕派であったが藩論は勤王となった。
明治2年（1869年）、訓練所・有終館を、河上彦斎を頭にして、木村弦雄、毛利空桑らと熊本藩の飛地、豊後国大分郡鶴崎（現大分市）に設立した。この訓練所を探索した岩倉具視の密偵・沢田衛守を中村六蔵によって暗殺させている。明治3年7月（1870年）、熊本藩庁より有終館の閉鎖が命じられた。河上が山口藩兵騒擾事件の首謀者とされていた大楽源太郎を庇護していたためで、同年末には、古荘も大楽庇護と反政府活動の嫌疑を受けて一時逃亡した。後に自首して、禁固3年となり、1873年6月から1974年2月まで入獄した。井上毅の働きかけで刑期が短縮され出獄した。
1874年5月、司法省七等出仕・大阪上等裁判所勤務となる。西南戦争では状況視察のため熊本に赴いた。1877年11月、沢田衛守を殺害した中村六蔵が、広沢真臣殺害の嫌疑で捕縛され、古荘にも教唆者の嫌疑が及んだ。そのため、1878年10月、免官・位記返上となり、3年間、未決監生活を過ごした。1880年に中村とともに広沢暗殺の嫌疑が晴れ、古荘は大審院から無罪の申渡書を受けて出獄した。
1881年5月、内務省御用掛として官界に復帰し、監獄局勤務となる。その後、取調局、警保局で勤務し、同年11月に免官となった。その後、同年9月に結成された、熊本士族中心の政治団体、熊本紫溟会の立て直しのため帰郷した。1883年12月、青森県大書記官として復帰。大分県大書記官を経て、1887年6月、第一高等中学校長に就任し、1889年5月に辞任した。
なお、1884年、紫溟会は「紫溟学会」と改称。その下部組織として1889年1月に熊本国権党を創立し、古荘が総理に、佐々友房が副総理に就任した。1890年7月、第1回衆議院議員総選挙に熊本県第三区から出馬し当選。その後、第2回総選挙から第4回までと第6回総選挙で当選し、衆議院議員を通算五期務めた。
1894年9月、日清戦争後の台湾割譲を予想し、古荘と佐々は、品川弥二郎などに対して熊本国権党を台湾植民隊として送り出す工作を行った。その結果、1895年5月、陸軍省雇員・大本営付として台湾に向かい、さらに台南県知事心得となる。1896年4月、台湾総督府民生局内務部長に就任。同年6月、台湾中部の雲林で地元民の大規模な反乱が発生した（雲林事件）。古荘は、被害者慰問と地元民対策の調査を命ぜられ雲林に赴いた。辜顕栄の助言を受け、林武深などの地元に人望のある仲介者の協力を得て、被害者への救恤金の給与、日本政府の統治意図の宣伝、逃亡した地元民へ帰郷の呼びかけなどを行い、民心の安定を図った。
1897年4月、群馬県知事に転任。1898年7月、知事を非職となるが、後任の草刈親明が公娼再設置を独断で決定し大問題となり、知事を免官となったことにより、同年12月、再度、群馬県知事となった。内務大臣の訓令により、草刈前知事の公娼再設置を取り消す県令第52号を発した。1900年10月、三重県知事に転任。1904年11月、知事を休職となる。1905年12月13日、貴族院勅選議員に任じられ、死去するまで在任した。

## 官歴等
- 1877年（明治10年）6月 - 大阪上等裁判所判事 任官[1]
- 1883年（明治16年）12月 - 青森県書記官 任官
- 1886年（明治19年）4月29日 - 第一高等中学校長 任官
- 1887年（明治20年）6月9日 - 大分県書記官奉職中の事務引継として同県へ出張を命ぜられる[16]。
- 1888年（明治21年）
  - 12月13日 - 陞叙 奏任官二等[17]
  - 12月14日 - 下級俸下賜[17]
- 1889年（明治22年）5月9日 - 第一高等中学校長 免官
- 1890年（明治23年）7月1日 - 第1回衆議院議員総選挙（熊本県小選挙区 熊本3区）当選。
- 1892年（明治25年）2月15日 - 第2回衆議院議員総選挙（熊本県小選挙区 熊本2区）2期目当選。
- 1894年（明治27年）
  - 3月1日 - 第3回衆議院議員総選挙（熊本県小選挙区 熊本3区）3期目当選。
  - 9月1日 - 第4回衆議院議員総選挙（熊本県小選挙区 熊本1区）4期目当選。
- 1896年（明治29年）4月1日 - 台湾総督府民政局内務部長 任官
- 1897年（明治30年）4月7日 - 群馬県知事 任官
- 1898年（明治31年）
  - 7月28日 - 群馬県知事 免官
  - 8月10日 - 第6回衆議院議員総選挙（熊本県小選挙区 熊本3区）5期目当選。
  - 12月22日 - 群馬県知事（高等官二等） 任官[18]
- 1899年（明治32年）6月3日 - 衆議院議員 辞任[19]
- 1900年（明治33年）10月31日 - 群馬県知事 免官、三重県知事 任官
- 1904年（明治37年）11月17日 - 三重県知事 休職
- 1905年（明治38年）
  - 12月13日 - 貴族院勅選議員[20]
  - 12月19日 - 休職 三重県知事 依願免官[21]
- 1915年（大正4年）5月11日 - 卒去。

## 栄典・授章・授賞
- 1884年（明治17年）2月9日 - 従六位[22]
- 1889年（明治22年）5月9日 - 正六位[23]
- 1896年（明治29年）7月30日 - 正五位[24]
- 1901年（明治34年）12月26日 - 従四位[25]
- 1915年（大正4年）5月11日 - 正四位[26]

勲章等
- 1896年（明治29年）3月31日 - 勲五等瑞宝章[27]
- 1897年（明治30年）12月28日 - 勲四等瑞宝章[28]
- 1902年（明治35年）6月30日 - 勲三等瑞宝章[29]
- 1906年（明治39年）4月1日 - 旭日中綬章[30]
- 1915年（大正4年）5月11日 - 勲二等瑞宝章[31]

## 親族
- 妻 古荘志佳子（木村弦雄の妹）[4]